# KkStB-Tenderreihe 66
Die kkStB-Tenderreihe 66 war eine Schlepptenderreihe der kkStB, deren Tender ursprünglich auch für die Lemberg-Czernowitz-Jassy-Eisenbahn (LCJE) sowie für zahlreiche, hier nicht näher angeführte Lokalbahnen beschafft wurden.
Die kkStB beschaffte diese Tender für ihre Lokomotiven ab 1896.
Sie wurden in großer Zahl von Ringhoffer in Prag, von der Wiener Neustädter Lokomotivfabrik, von der Lokomotivfabrik der StEG, von der Lokomotivfabrik Floridsdorf und von der Böhmisch-Mährischen Maschinenfabrik geliefert.
Einzelne Exemplare kamen auch von der Werkstätte der kkStB in Gmünd und von der Maschinenfabrik Bromovský, Schulz & Sohn in Königgrätz.
Sie waren etwas leichter als die Tender der Reihe 36 und konnten daher bei fast gleichem Gesamtgewicht mehr Kohle aufnehmen.
Sie wurden hauptsächlich mit Güterzuglokomotiven gekuppelt.